# National Basketball Association 1968-1969
La stagione della National Basketball Association 1968-1969 fu la 23ª edizione del campionato NBA. La stagione si concluse con la vittoria dei Boston Celtics, che sconfissero i Los Angeles Lakers per 4-3 nelle finali NBA.

## Squadre partecipanti
- Atlanta Hawks
- Baltimore Bullets
- Boston Celtics
- Chicago Bulls
- Cincinnati Royals
- Detroit Pistons
- L.A. Lakers

- Milwaukee Bucks
- N.Y. Knicks
- Philadelphia 76ers
- Phoenix Suns
- San Diego Rockets
- S.F. Warriors
- Seattle S.Sonics

## Classifica finale

### Eastern Division
| Squadra            | V  | P  | %    | GB |
| ------------------ | -- | -- | ---- | -- |
| Baltimore Bullets  | 57 | 25 | 69,5 | -  |
| Philadelphia 76ers | 55 | 27 | 67,1 | 2  |
| New York Knicks    | 54 | 28 | 65,9 | 3  |
| Boston Celtics C   | 48 | 34 | 58,5 | 9  |
| Cincinnati Royals  | 41 | 41 | 50,0 | 16 |
| Detroit Pistons    | 32 | 50 | 39,0 | 25 |
| Milwaukee Bucks    | 27 | 55 | 32,9 | 30 |

### Western Division
| Squadra                | V  | P  | %    | GB |
| ---------------------- | -- | -- | ---- | -- |
| Los Angeles Lakers     | 55 | 27 | 67,1 | -  |
| Atlanta Hawks          | 48 | 34 | 58,5 | 7  |
| San Francisco Warriors | 41 | 41 | 50,0 | 14 |
| San Diego Rockets      | 37 | 45 | 45,1 | 18 |
| Chicago Bulls          | 33 | 49 | 40,2 | 22 |
| Seattle SuperSonics    | 30 | 52 | 36,6 | 25 |
| Phoenix Suns           | 16 | 66 | 19,5 | 39 |

## Vincitore
| Campione NBA 1968-1969      |
| --------------------------- |
| Boston Celtics (11º titolo) |

## Statistiche
| Categoria | Giocatore        | Squadra            | Stat  |
| --------- | ---------------- | ------------------ | ----- |
| Punti     | Elvin Hayes      | San Diego Rockets  | 2.327 |
| Rimbalzi  | Wilt Chamberlain | Los Angeles Lakers | 1712  |
| Assist    | Oscar Robertson  | Cincinnati Royals  | 772   |
| FG%       | Wilt Chamberlain | Los Angeles Lakers | 58,3  |
| FT%       | Larry Siegfried  | Boston Celtics     | 86,4  |

## Premi NBA
- NBA Most Valuable Player Award: Wes Unseld, Baltimore Bullets
- NBA Rookie of the Year Award: Wes Unseld, Baltimore Bullets
- NBA Coach of the Year Award: Gene Shue, Baltimore Bullets
- All-NBA First Team:
  - Billy Cunningham, Philadelphia 76ers
  - Elgin Baylor, Los Angeles Lakers
  - Wes Unseld, Baltimore Bullets
  - Earl Monroe, Baltimore Bullets
  - Oscar Robertson, Cincinnati Royals
- All-NBA Second Team:
  - John Havlicek, Boston Celtics
  - Dave DeBusschere, Detroit/New York
  - Willis Reed, New York Knicks
  - Hal Greer, Philadelphia 76ers
  - Jerry West, Los Angeles Lakers
- All-Defensive First Team:
  - Dave DeBusschere, New York Knicks
  - Nate Thurmond, San Francisco Warriors
  - Bill Russell, Boston Celtics
  - Walt Frazier, New York Knicks
  - Jerry Sloan, Chicago Bulls
- All-Defensive Second Team:
  - Rudy LaRusso, San Francisco Warriors
  - Satch Sanders, Boston Celtics
  - John Havlicek, Boston Celtics
  - Jerry West, Los Angeles Lakers
  - Bill Bridges, Atlanta Hawks
- All-Rookie Team:
  - Gary Gregor, Phoenix Suns
  - Wes Unseld, Baltimore Bullets
  - Elvin Hayes, San Diego Rockets
  - Art Harris, Seattle SuperSonics
  - Bill Hewitt, Los Angeles Lakers